# 贝尔热拉克
贝尔热拉克（法語：Bergerac，法語發音：[bɛʁʒəʁak] ⓘ），法国西南部城市，新阿基坦大区多尔多涅省的一个市镇，同时也是该省的一个副省会，下辖贝尔热拉克区，其市镇面积为56.1平方公里，2022年1月1日时人口数量为26,852人，在省内排名第二，仅略少于省会佩里格，在法国城市中排名第316位。
贝尔热拉克位于多尔多涅省西南部，是一个区域性的中心城市，因葡萄酒而闻名，这一地区自中世纪就已出现葡萄酒种植，以“贝尔热拉克”命名的葡萄酒是法国国家地理标志保护产品。同时，贝尔热拉克附近自20世纪中期出现烟草种植业，被称为“法国烟草之都”（Capital du tabac），境内有法国唯一一个以烟草文化为主题的博物馆。

## 地名来源
“贝尔热拉克”一名来源于高卢语单词“Bracarius”，意为“生产布赖的地方”，其中布赖是一种高卢服饰。

## 历史

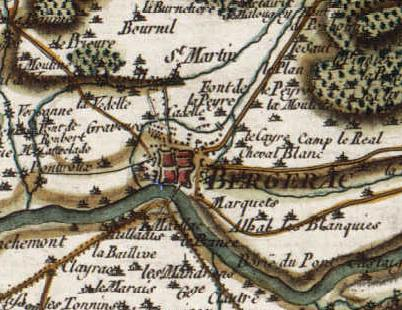
卡西尼地图上的贝尔热拉克

贝尔热拉克境内最早的人类活动遗迹可追溯至公元前3500年，但其在高卢-罗马时期的历史却缺乏史料记载。西哥特人曾于公元三世纪占领了这一地区，后成为阿基坦公国的领土。公元8世纪左右，维京人频繁入侵此地，并首次在这一地区种植葡萄园，查理曼收复这一地区后，大部分葡萄园得以被保留。公元九世纪，贝尔热拉克划归至佩里格伯国。1152年，阿基坦的埃莉诺与亨利二世联姻，连接贝尔热拉克和大不列颠岛的航路被开辟，贝尔热拉克成为一个重要的葡萄酒港口；同时，一条南北向的道路也通过贝尔热拉克的渡口横跨多尔多涅河，贝尔热拉克由此成为了重要的水陆交通枢纽，逐渐形成城镇。当地一处中世纪末的酒窖遗址于2013年被发现。宗教战争期间，胡格诺派占领了贝尔热拉克，并烧毁了当地的圣母教堂，公元1577年，亨利三世与新教徒签订《贝尔热拉克和约》，这一地区的战争得以结束。法国大革命后，贝尔热拉克成为多尔多涅省的一个副省会。横跨多尔多涅河的大桥于1825年建成，而连接贝尔热拉克的铁路也于1875年建成。1927年，法国国家烟草研究中心在贝尔热拉克建立，同时贝尔热拉克附近出现了多处烟草种植基地，贝尔热拉克由此被称为“法国烟草之都”。

## 地理

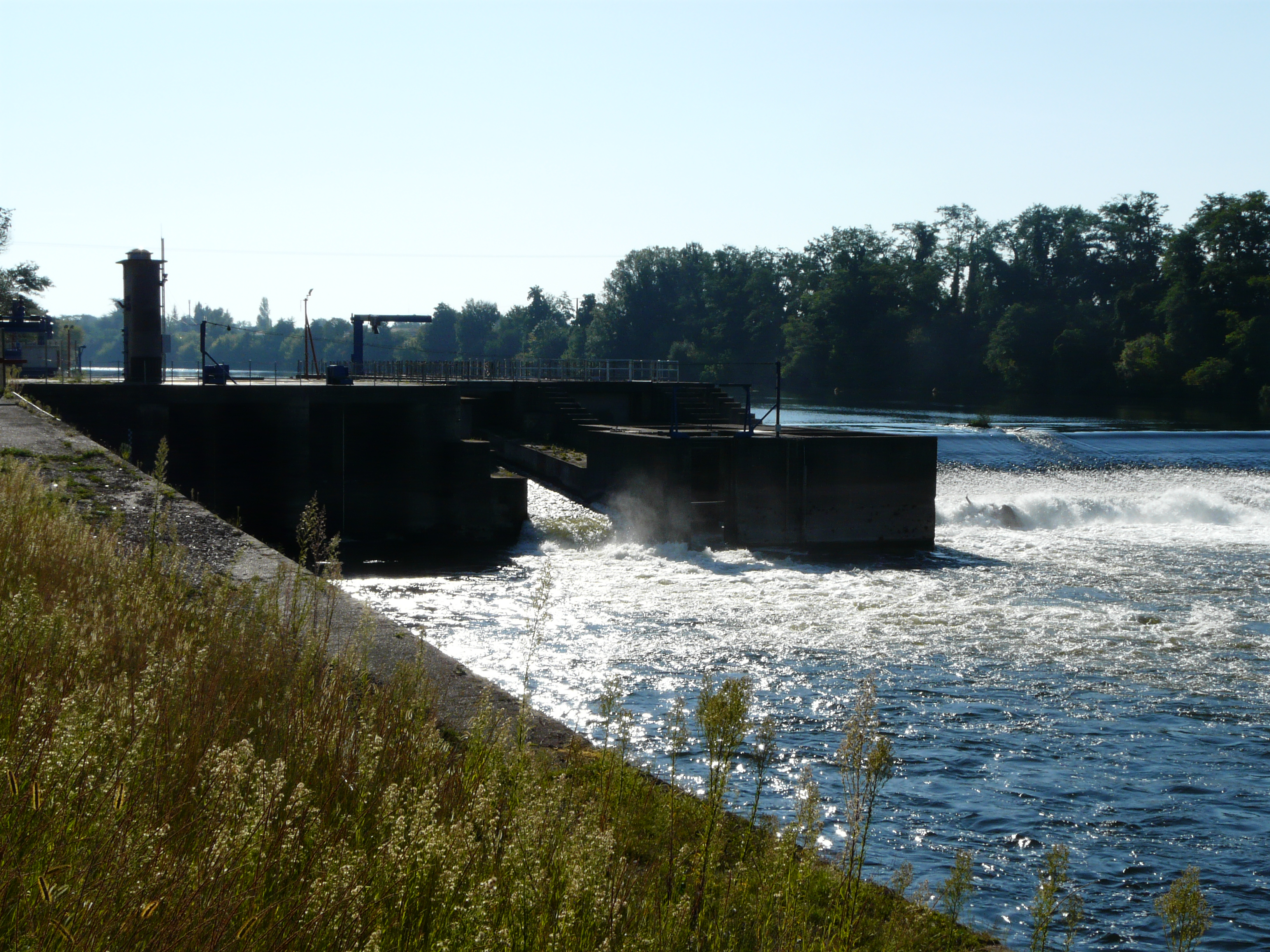
多尔多涅河上的水闸

贝尔热拉克位于法国西南部，新阿基坦大区中部和多尔多涅省西南部，距离省会佩里格大约48公里。与贝尔热拉克接壤的市镇包括：埃罗-克朗普斯-莫朗斯、蒙巴济亚克、科隆比耶、库尔德皮勒、克雷斯、日内斯泰、朗布拉、圣洛朗德维涅、普里贡里约、圣纳克桑。

### 地形
贝尔热拉克位于阿基坦盆地东北部，多尔多涅河下游河谷之中，境内以浅丘为主，地势相对平坦，全境海拔在12到146米之间。

### 地质
贝尔热拉克位于多尔多涅河中下游河谷之中，形成于维尔姆冰期，境内地表多为冲积层，富含砂质土壤。

### 水文
多尔多涅河干流自东向西流经境内，是加龙河的第一大支流。贝尔热拉克老城区位于河道右岸，历史上为重要的水陆码头。

### 气候
贝尔热拉克在柯本气候分类法中属于温带海洋性气候。
贝尔热拉克境内设有气象站，以下为该气象站的数据：
| 贝尔热拉克1981年－2019年 | 贝尔热拉克1981年－2019年 | 贝尔热拉克1981年－2019年 | 贝尔热拉克1981年－2019年 | 贝尔热拉克1981年－2019年 | 贝尔热拉克1981年－2019年 | 贝尔热拉克1981年－2019年 | 贝尔热拉克1981年－2019年 | 贝尔热拉克1981年－2019年 | 贝尔热拉克1981年－2019年 | 贝尔热拉克1981年－2019年 | 贝尔热拉克1981年－2019年 | 贝尔热拉克1981年－2019年 | 贝尔热拉克1981年－2019年 |
| 月份                     | 1月                      | 2月                      | 3月                      | 4月                      | 5月                      | 6月                      | 7月                      | 8月                      | 9月                      | 10月                     | 11月                     | 12月                     | 全年                     |
| ------------------------ | ------------------------ | ------------------------ | ------------------------ | ------------------------ | ------------------------ | ------------------------ | ------------------------ | ------------------------ | ------------------------ | ------------------------ | ------------------------ | ------------------------ | ------------------------ |
| 历史最高温 °C（°F）      | 19.1 (66.4)              | 25.9 (78.6)              | 26.6 (79.9)              | 29.7 (85.5)              | 33.2 (91.8)              | 38.2 (100.8)             | 40.5 (104.9)             | 41.1 (106.0)             | 37.5 (99.5)              | 31.5 (88.7)              | 24.8 (76.6)              | 20 (68)                  | 41.1 (106.0)             |
| 平均高温 °C（°F）        | 9.8 (49.6)               | 11.9 (53.4)              | 15.5 (59.9)              | 17.5 (63.5)              | 22.1 (71.8)              | 25.2 (77.4)              | 27.4 (81.3)              | 27.7 (81.9)              | 23.9 (75.0)              | 19.6 (67.3)              | 13.3 (55.9)              | 10 (50)                  | 18.7 (65.7)              |
| 日均气温 °C（°F）        | 5.7 (42.3)               | 6.8 (44.2)               | 9.6 (49.3)               | 11.8 (53.2)              | 16 (61)                  | 19.1 (66.4)              | 20.9 (69.6)              | 21.1 (70.0)              | 17.3 (63.1)              | 14.1 (57.4)              | 8.8 (47.8)               | 6 (43)                   | 13.1 (55.6)              |
| 平均低温 °C（°F）        | 1.7 (35.1)               | 1.6 (34.9)               | 3.7 (38.7)               | 6 (43)                   | 9.9 (49.8)               | 13 (55)                  | 14.5 (58.1)              | 14.4 (57.9)              | 10.7 (51.3)              | 8.6 (47.5)               | 4.4 (39.9)               | 2 (36)                   | 7.5 (45.5)               |
| 历史最低温 °C（°F）      | −10.5 (13.1)             | −17.1 (1.2)              | −12 (10)                 | −4.2 (24.4)              | −1.5 (29.3)              | 2.9 (37.2)               | 6.4 (43.5)               | 4.8 (40.6)               | 1.2 (34.2)               | −5.5 (22.1)              | −9.8 (14.4)              | −12.4 (9.7)              | −17.1 (1.2)              |
| 平均降水量 mm（）        | 59.4 (2.34)              | 53.8 (2.12)              | 53.8 (2.12)              | 80.4 (3.17)              | 75.3 (2.96)              | 62.2 (2.45)              | 58.6 (2.31)              | 63.1 (2.48)              | 67.2 (2.65)              | 68.9 (2.71)              | 74.7 (2.94)              | 70.9 (2.79)              | 788.3 (31.04)            |
| 月均日照時數             | 85.4                     | 111.3                    | 167.4                    | 178                      | 210.8                    | 231.7                    | 248                      | 240.2                    | 199.3                    | 136.9                    | 88.7                     | 78.2                     | 1,975.9                  |
| 来源：infoclimat         |                          |                          |                          |                          |                          |                          |                          |                          |                          |                          |                          |                          |                          |

## 行政区划
贝尔热拉克是法国新阿基坦大区多尔多涅省的一个市镇，编号为24037，它也是多尔多涅省的一个副省会。贝尔热拉克下辖贝尔热拉克区，管理贝尔热拉克第一县和第二县，同时也是贝尔热拉克城市圈公共社区的办公驻地。
法国国家统计与经济研究所（简称）在进行数据统计时，将贝尔热拉克及相邻的另外21个市镇设为贝尔热拉克城市核心区，并将包括核心区在内的周边共67个市镇划为贝尔热拉克城市区。同时，还将贝尔热拉克市镇分为了13个“信息块区”（IRIS），以便于统计人口分布情况。

## 交通

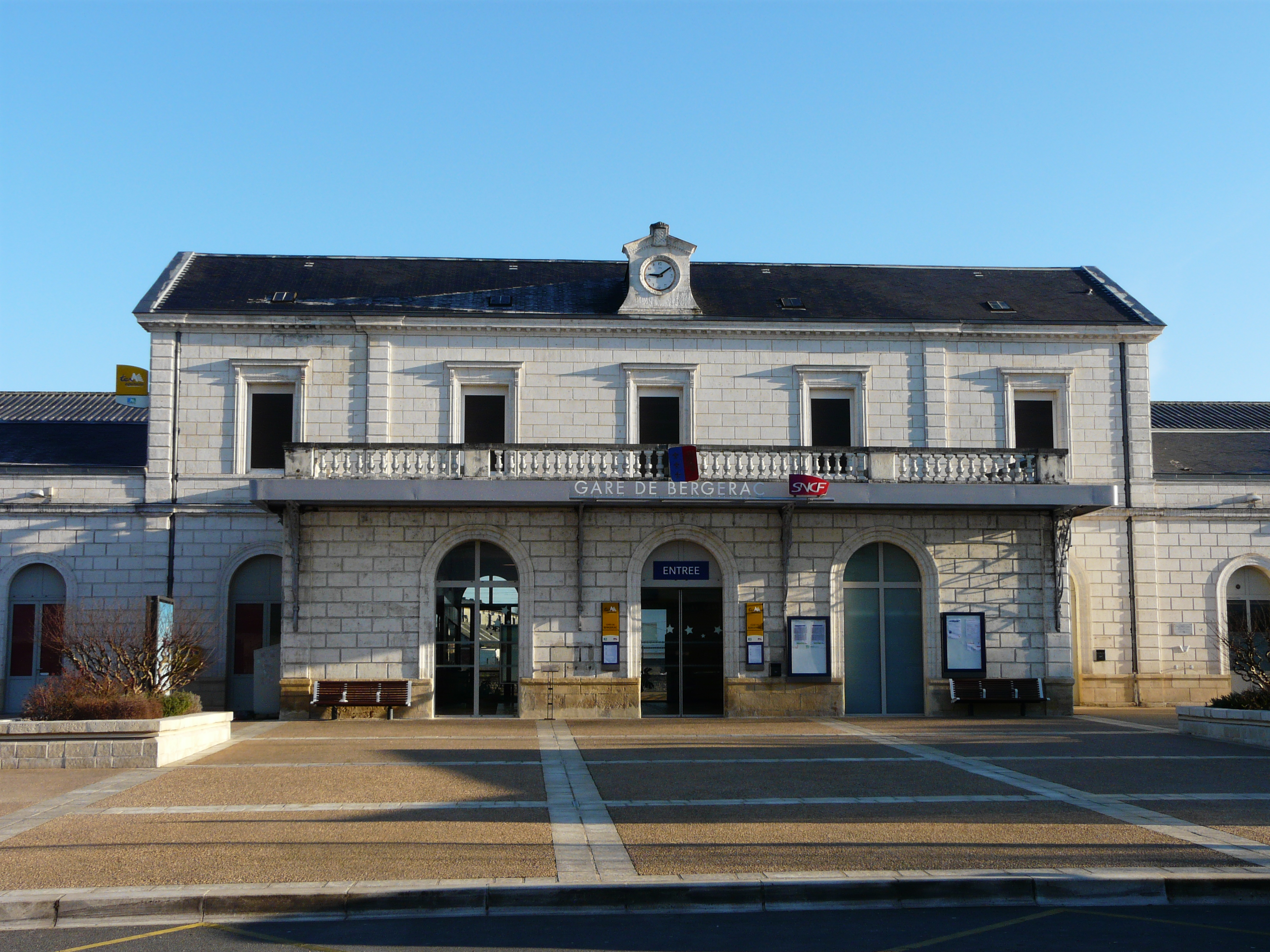
贝尔热拉克站

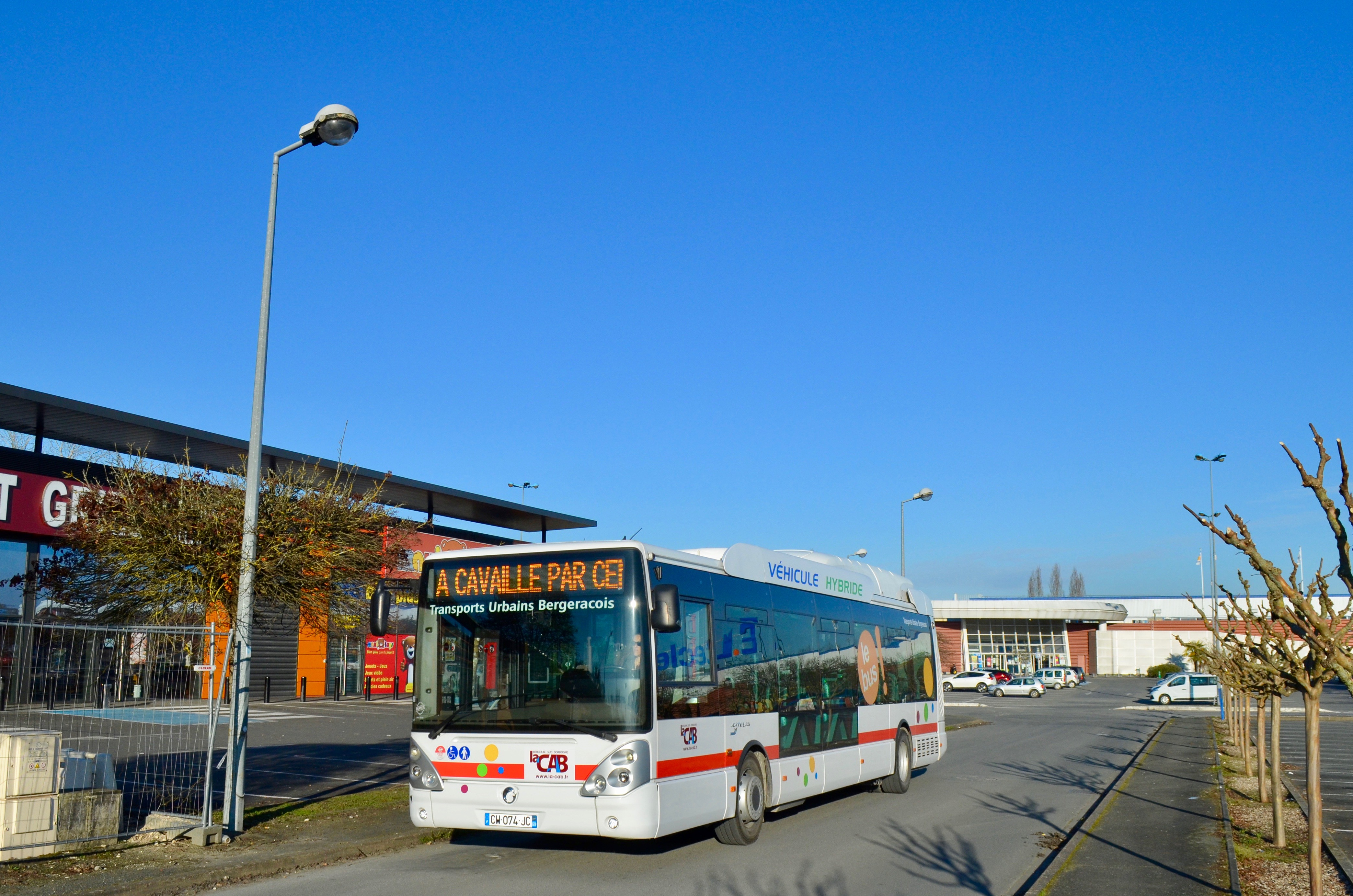
贝尔热拉克城市公共交通

### 公路
法国国道N21线和多条多尔多涅省省道在贝尔热拉克境内交汇，多尔多涅省城际客运经营往返于贝尔热拉克与省会佩里格之间的长途巴士，同时有校车线路可前往周边部分市镇。
2015年，67.4%的贝尔热拉克家庭拥有至少一辆的私人汽车。2016年，贝尔热拉克境内共发生各类交通事故13起，造成7人遇难，9人受伤。

### 铁路
贝尔热拉克站位于利布尔讷－勒比松铁路线上，停靠往返于波尔多和萨拉之间的区域列车，其中贝尔热拉克与波尔多之间最短的旅行时间约1小时20分钟。

### 航空
贝尔热拉克机场位于市区南部，距离市区约5公里。在2020年3月以前，该机场开行前往伦敦、利兹、伯明翰、爱丁堡、曼彻斯特等英国城市的航班，但因弗莱比航空的破产，大部分航线被迫停运。此外，沙莱尔航空开行由贝尔热拉克前往里昂和尼斯等地的航班。

### 城市公共交通
贝尔热拉克城市公共交通（商业名称为）为当地的公交系统，成立于2006年，由贝尔热拉克城市圈公共社区负责运营和管理。截至2020年4月6日，该系统共包含3条常规公交线路，同时提供定制公交服务。

## 政治

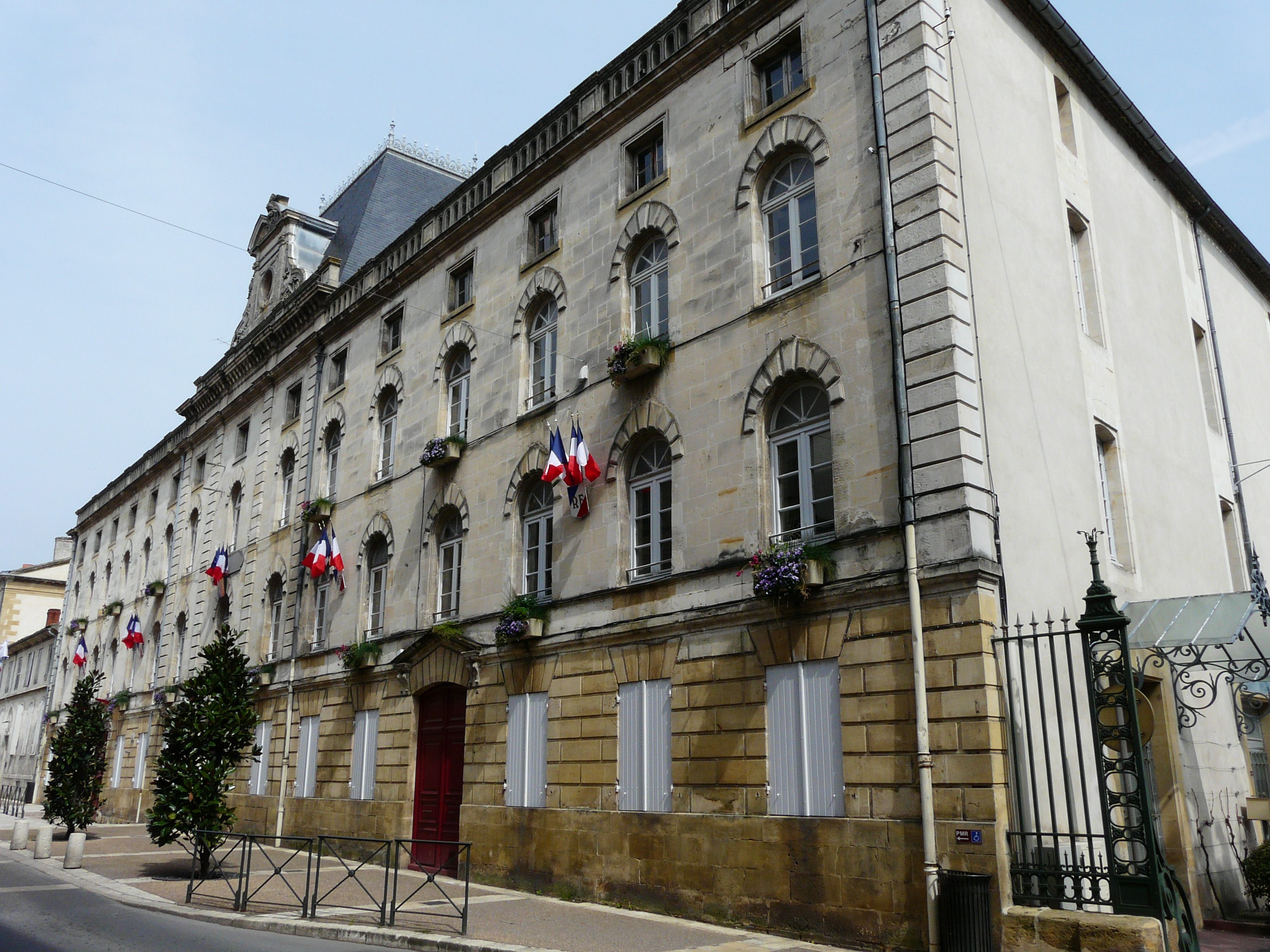
贝尔热拉克市政厅

贝尔热拉克的现任市长为若纳唐·普里奥洛先生（Jonathan Prioleaud），为右翼无党派人士，他在2020年的市政选举中获得了39.06%的支持率。
在2017年的法国总统大选中，法国第25任总统埃马纽埃尔·马克龙在贝尔热拉克获得了66.68%的支持率。
| 贝尔热拉克历届市长 |                 |                                  |
| 任期               | 市长            | 党派                             |
| 1944年－1967年     | 亨利·锡卡尔     | UNR新共和国联盟                  |
| 1967年－1975年     | 路易·皮蒙       | SFIO工人国际法国支部             |
| 1975年－1995年     | 米歇尔·马内     | PS社会党                         |
| 1995年－2008年     | 达尼埃尔·加里格 | RPR保衛共和聯盟 →UMP人民运动联盟 |
| 2008年－2014年     | 多米尼克·卢梭   | PS社会党                         |
| 2014年－2020年     | 达尼埃尔·加里格 | DVD右翼无党派人士                |
| 2020年－           | 若纳唐·普里奥洛 | DVD右翼无党派人士                |

## 人口
2017年，贝尔热拉克市镇人口数量为26,833，在法国排名第316位。其中男性12,257人，女性15,012人，75岁及以上人口占13.8%，外籍人口数量为1,567人，人口密度为478人/平方公里，当地居民被称为（男性）或（女性）。2018年，贝尔热拉克境内出生224人，死亡人口401人。
| 年份   | 1936   | 1946   | 1954   | 1962   | 1968   | 1975   | 1982   | 1990   | 1999   | 2006   | 2011   | 2016   | 2017   |
| ------ | ------ | ------ | ------ | ------ | ------ | ------ | ------ | ------ | ------ | ------ | ------ | ------ | ------ |
| 人口數 | 18,902 | 22,525 | 23,622 | 25,185 | 27,165 | 27,764 | 26,832 | 26,899 | 26,053 | 27,716 | 27,687 | 27,269 | 26,833 |

## 经济

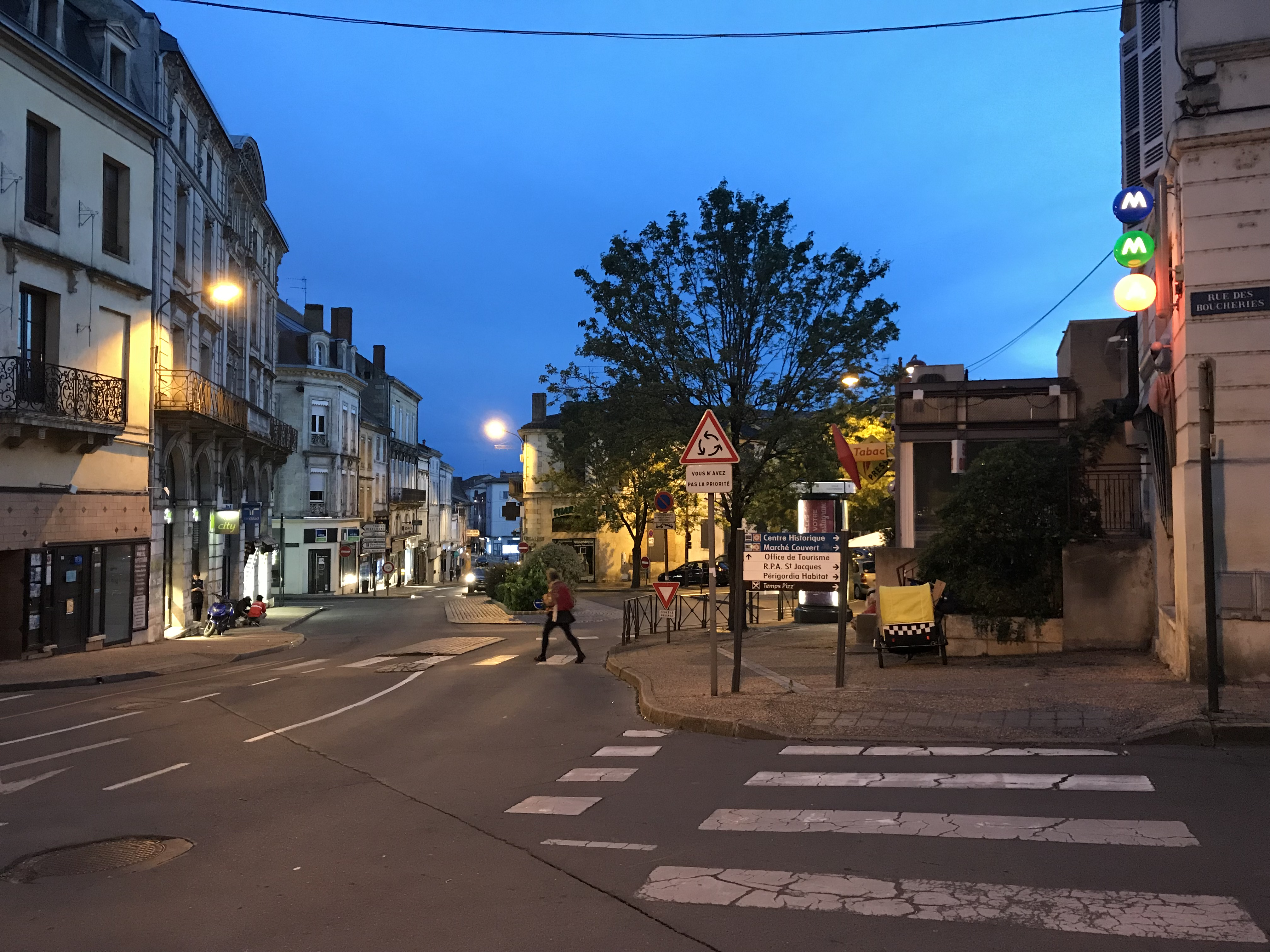
贝尔热拉克市中心夜景

贝尔热拉克是一个区域性的中心城市，葡萄酒和旅游是当地主要的经济来源，第三产业岗位数量占总数的81%。

## 财政收入
2018年，贝尔热拉克的财政收入总额为34,847,100欧元，财政支出总额为32,394,900欧元，当年的债务总额为32,590,300欧元。
2014年，贝尔热拉克的人均收入总额为2,388欧元，其中高职人员为4,072欧元，普通职员为1,751欧元。
2016年，贝尔热拉克境内的青壮年（15至64岁）失业率为20.7%，当地34.2%的家庭拥有纳税资格。

## 社会事务

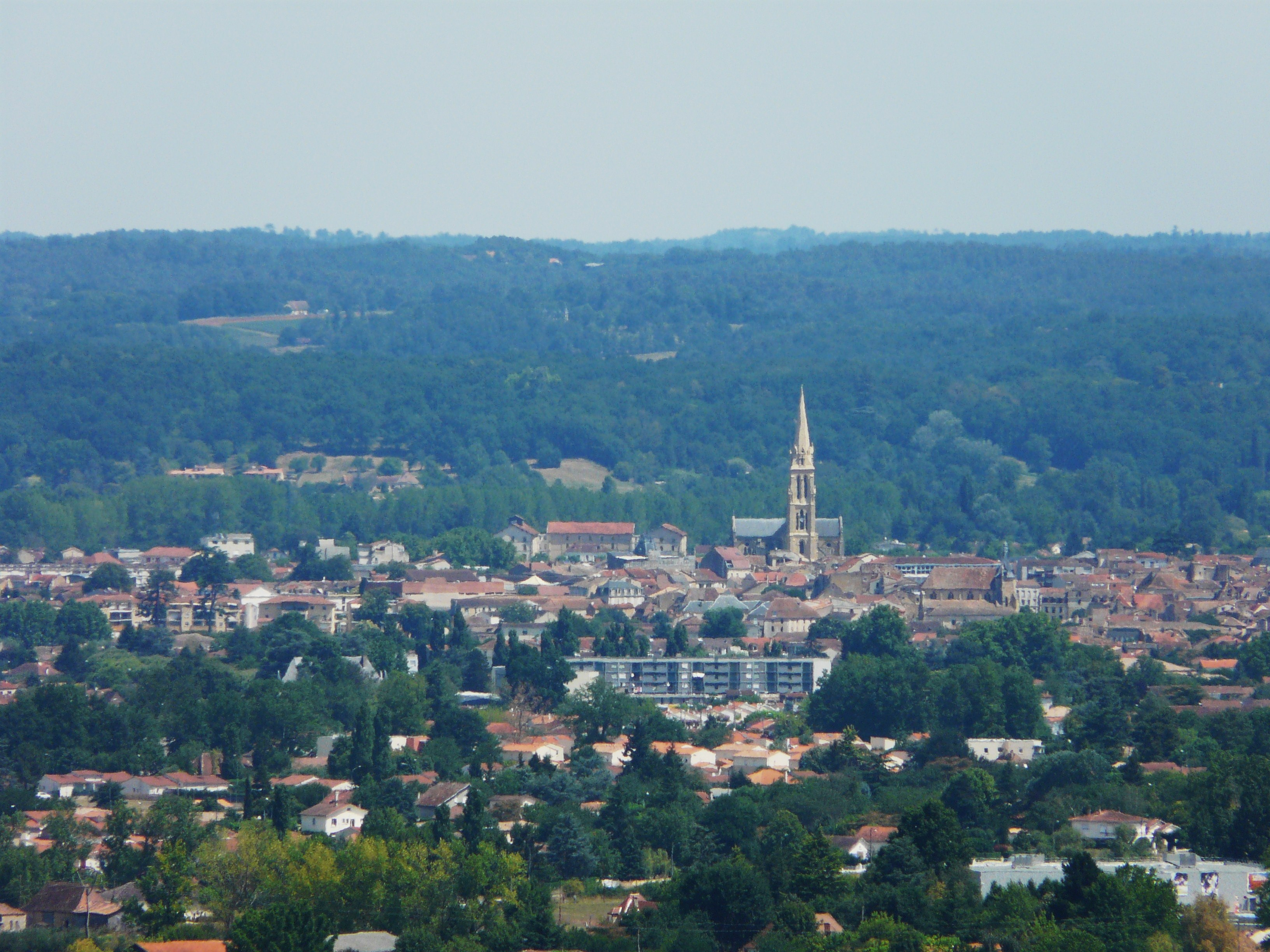
贝尔热拉克市区远眺

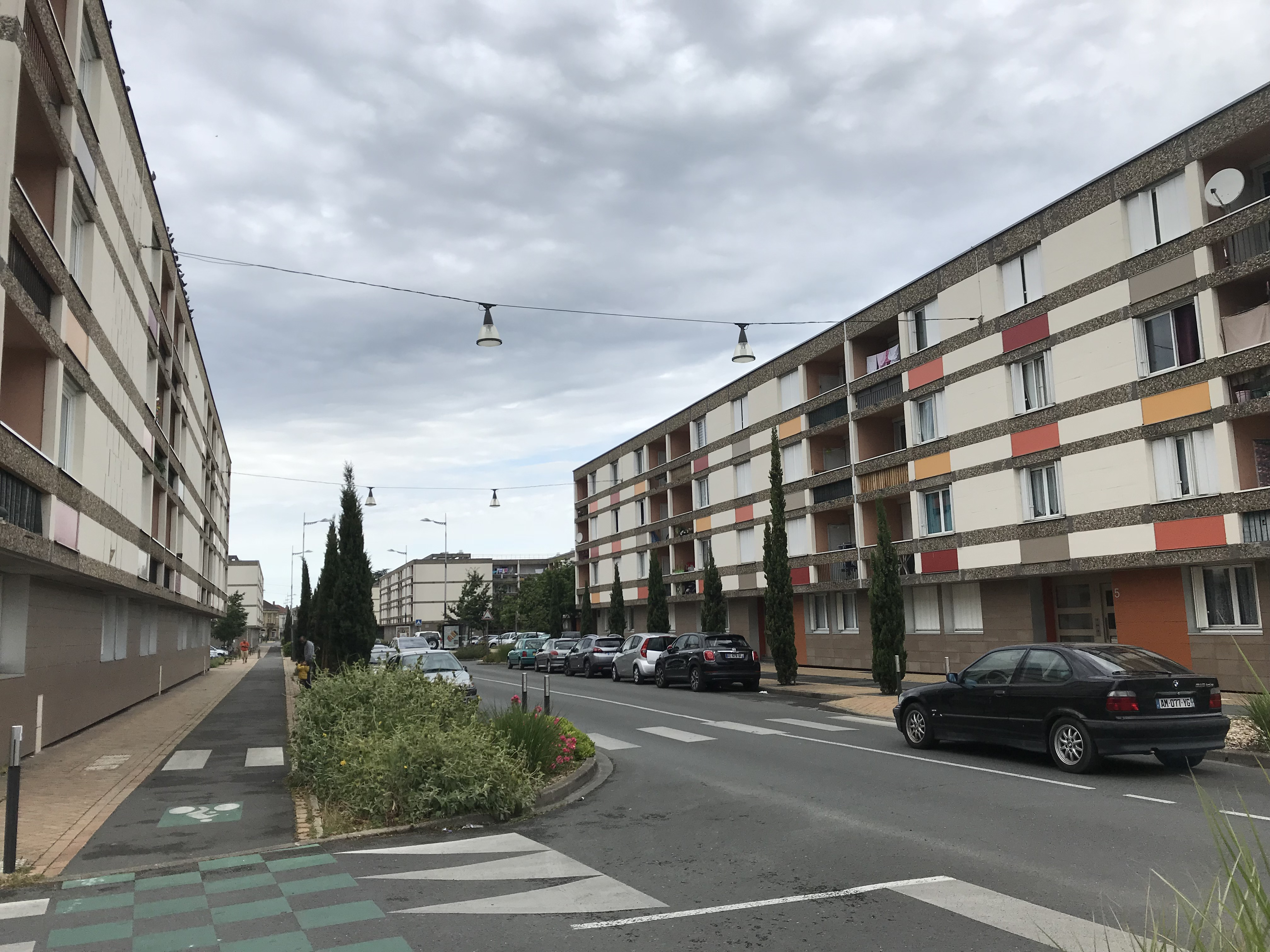
贝尔热拉克的一处居民区

### 教育
贝尔热拉克属于波尔多学区。截止2018年1月1日，贝尔热拉克境内共有7所幼儿园、12所小学、4所初级中学、2所普通高中和6所职业高中。。 2018至2019学年度，贝尔热拉克境内共有学生3782名。

### 医疗
截止2017年1月1日，贝尔热拉克境内共有全科医生27名、保健师24名、牙医25名、护士52名、耳科医生2名、眼科医生11名、皮肤科医生3名、助产士2名、儿科医生1名和妇科医生5名。境内共有药房14家，养老院6家，残疾人帮扶中心8家。
贝尔热拉克中心医院（Centre Hospitalier deBergerac）位于贝尔热拉克市区，是当地规模最大的公立综合性医院。

### 住房
2015年，贝尔热拉克境内共有各类住房16,824套，其中84.4%为常住房屋。

### 商业
2017年，贝尔热拉克境内共有各类商铺2,086家，其中餐饮服务类953家。

### 体育

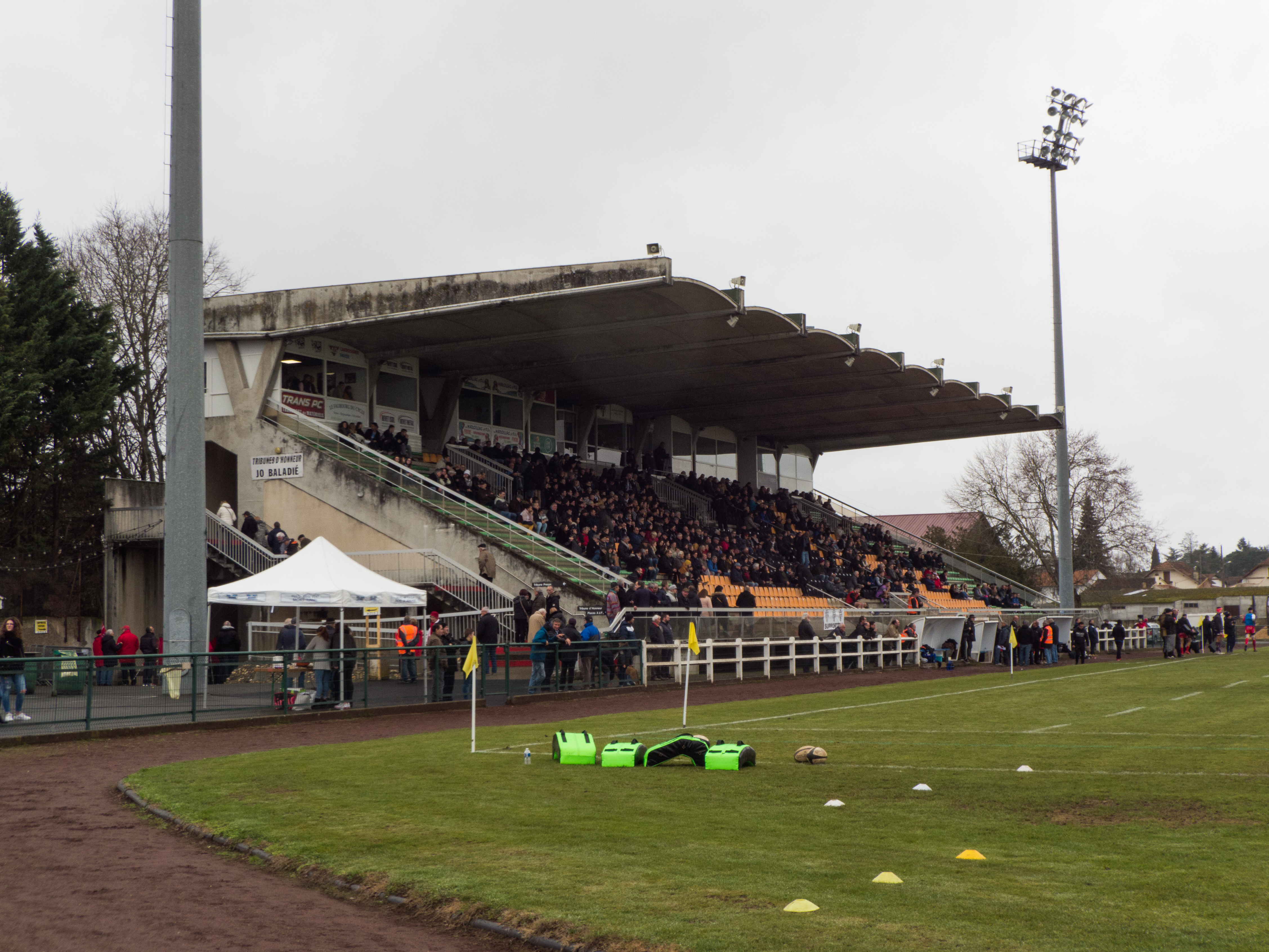
加斯通·西穆埃体育场

2017年，贝尔热拉克境内共有2家游泳池、8间健身房、5座综合体育场、15处网球场、1处马术场、9处足球或橄榄球场、4处篮球或排球场以及1处高尔夫球场。
贝尔热拉克橄榄球俱乐部成立于1902年，是当地的代表性竞技体育项目，2019至2020赛季参加法国橄榄球丙级联赛。贝尔热拉克足球俱乐部成立于1916年，2019至2020赛季参加法国足球丁级联赛。此外，贝尔热拉克还有一支赛艇俱乐部。

### 环境
贝尔热拉克的环境事务由其所属的公共社区负责。2017年，贝尔热拉克境内共有7家污染企业。

### 治安
2014年，贝尔热拉克及附近地区共发生各类案件1,864起，其中盗窃类案件1,246起，经济类案件182起，毒品交易类案件105起。

## 文化

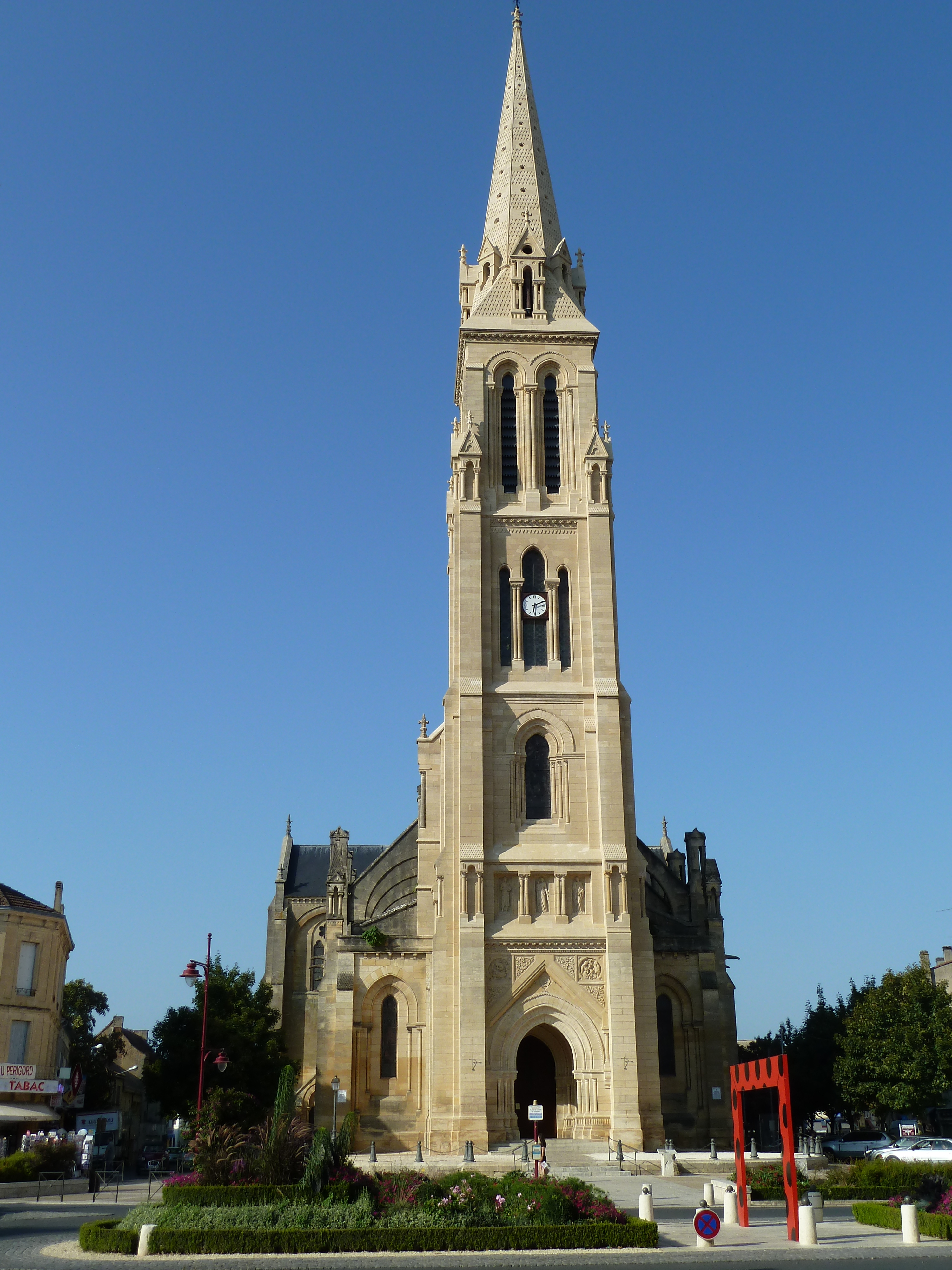
贝尔热拉克圣母教堂

2017年，贝尔热拉克境内共有2个剧场、1个电影院和1个博物馆。

### 建筑
贝尔热拉克是法国艺术与历史之城，境内有多处法国国家文物保护单位，其中圣母教堂和圣雅各教堂等为当地的代表性建筑物。“烟草博物馆”（Musée du tabac）由亨利四世城堡改建而来，是法国本土唯一一个以烟草为主题的博物馆。

### 葡萄酒
贝尔热拉克因同名葡萄酒而闻名，其所处的地区被称为“紫红色的佩里戈尔”（Périgord pourpre），其中“紫红色”即来源于葡萄酒。贝尔热拉克葡萄酒产区是法国葡萄酒西南产区的组成部分，“贝尔热拉克”和“贝尔热拉克丘”分别自1936年和1955年起被列入法国国家地理保护标志产品。

### 旅游
2018年，贝尔热拉克境内共有8个宾馆共计302间房间，另有1个露营地，可容纳共65辆露营车。

### 媒体
法国主要的媒体均可在贝尔热拉克接收，法国电视三台下属的新阿基坦大区频道在部分时段播出贝尔热拉克所属区域的地方新闻。《西南报》在贝尔热拉克设有一个分支。

## 友好城市
截至2020年4月，贝尔热拉克共与五座城市互为友好城市关系：
- 魁北克省 勒庞蒂尼（法语：Repentigny (Québec)）
- 義大利 法恩扎
- 波蘭 大波兰地区奥斯特鲁夫
- 摩洛哥 蓋尼特拉
- 德国 霍恩诺伊恩多夫